# Zahrady pod Hájem
Zahrady pod Hájem je národní přírodní rezervace na východním okraji obce Velká nad Veličkou v okrese Hodonín. Oblast spravuje AOPK ČR Správa CHKO Bílé Karpaty. Důvodem ochrany je komplex květnatých bělokarpatských luk a luhových stepí s bohatou květenou a zvířenou.